# Coptocycla robusta
Coptocycla robusta là một loài bọ cánh cứng trong họ Chrysomelidae. Loài này được Spaeth miêu tả khoa học năm 1936.